# Crystal Lowe
Yan-Kay Crystal Lowe (nascida Yan-Kay Lo; Vancouver, 20 de janeiro de 1981) é uma atriz canadense.
Atuou em várias séries de TV e filmes durante sua carreira, mas é mais conhecida por seus papéis em filmes de terror como Premonição 3, Natal Negro  e Floresta do Mal. Ela estrelou também Hot Tub Time Machine filme que foi lançado no Brasil em 2010, interpretando a personagem Zoe. Esteve em Killer Mountain interpretando a personagem "Nina".

## Primeiros anos
Lowe, cujo nome de nascimento é Yan-Kay Lo (chinês: 羅艷琪, romanização Yale: Lòh Yihm Kèih), nasceu em Vancouver, na Colúmbia Britânica, filha de mãe escocesa e pai honconguês. Quando ainda era criança, sua família se mudou para Hong Kong, onde viveram por vários anos. Em uma entrevista em 2016, Lowe afirmou que quisera ser atriz desde os cinco anos.

## Filmografia
| Filmes | Filmes                                    | Filmes                    | Filmes          |
| Ano    | Título                                    | Papel                     | Notas           |
| ------ | ----------------------------------------- | ------------------------- | --------------- |
| 2000   | Get Carter                                | Garota                    |                 |
| 2000   | Sanctimony                                | Virgínia                  | Telefilme       |
| 2001   | Children of the Corn: Revelation          | Tiffany                   | Direto para DVD |
| 2002   | Insomnia                                  | Kay Connell               |                 |
| 2002   | The Secret Life of Zoey                   | Cheerleader               | Telefilme       |
| 2002   | I Spy                                     | Linda Garota              |                 |
| 2004   | Thralls                                   | Tanya                     |                 |
| 2004   | Going the Distance                        | Garçonete                 |                 |
| 2004   | The Life                                  | Estudante                 | Telefilme       |
| 2006   | Final Destination 3                       | Ashlyn Halperin           |                 |
| 2006   | Scary Movie 4                             | Fã do Rapper              |                 |
| 2006   | Snakes on a Plane                         | Fã                        |                 |
| 2006   | Totally Awesome                           | Bastante                  | Telefilme       |
| 2006   | Black Christmas                           | Lauren Hannon             |                 |
| 2007   | Coffee Diva                               | Starlet                   | Curta-metragem  |
| 2007   | Fantastic Four: Rise of the Silver Surfer | Garota Quente             |                 |
| 2007   | Wrong Turn 2: Dead End                    | Elena Miller              | Direto para DVD |
| 2007   | Good Luck Chuck                           | Amiga de Cam no casamento |                 |
| 2008   | That One Night                            | Stacy                     |                 |
| 2008   | Poison Ivy: The Secret Society            | Isabel Turner             | Telefilme       |
| 2008   | Yeti: Curse of the Snow Demon             | Ashley                    | Telefilme       |
| 2008   | Center Stage: Turn It Up                  | Lexi                      |                 |
| 2008   | Dim Sum Funeral                           | Jane                      |                 |
| 2008   | The Boy Next Door                         | Nicole                    | Telefilme       |
| 2009   | Playing for Keeps                         | Faiza                     | Telefilme       |
| 2009   | Driven to Kill                            | Tanya                     | Direto para DVD |
| 2009   | Trust                                     | Michelle                  | Telefilme       |
| 2010   | Hot Tub Time Machine                      | Zoe                       |                 |
| 2011   | Suffer                                    | Crystal                   | Curta-metragem  |
| 2011   | Taken from Me: The Tiffany Rubin Story    | Natalie                   | Telefilme       |
| 2011   | To the Mat                                | Piper/Peaches             | Telefilme       |
| 2011   | Killer Mountain                           | Dr. Nina                  | Telefilme       |
| 2012   | Charlie                                   | Rose                      |                 |
| 2012   | A Little Bit Zombie                       | Tina                      |                 |
| 2013   | Dead Letters                              | Reta                      | Telefilme       |

| Televisão | Televisão                        | Televisão              | Televisão                                                    |
| Ano       | Título                           | Papel                  | Notas                                                        |
| --------- | -------------------------------- | ---------------------- | ------------------------------------------------------------ |
| 1997      | Stargate SG-1                    | Nya                    | Ep: "Emancipation"                                           |
| 1997      | Breaker High                     | Melina                 | Ep: "Beware of Geeks Baring Their Gifts"                     |
| 1998      | The Adventures of Shirley Holmes | Pascal                 | Ep: "The Case of the Open Hand"                              |
| 1998      | Da Vinci's Inquest               | Prostituta nua         | Ep: "Little Sister: Parte 2"                                 |
| 1998      | Da Vinci's Inquest               | Shelley Dunne          | Ep: "The Most Dangerous Time"                                |
| 1999      | Cold Squad                       | Myra Larson            | Ep: "Deadly Games: Parte 2"                                  |
| 2000      | Cold Squad                       | Myra Lawson            | Ep: "Death by Intent: Parte 1"                               |
| 2001      | Da Vinci's Inquest               | Sylvia                 | Eps: "Banging on the Wall", "Cheap Aftershave"               |
| 2002      | The Sausage Factory              | Shannon                | Eps: "Zack's Little Problem", "Reality Bites", "Purity Test" |
| 2002      | The Twilight Zone                | Groupie                | Ep: "Harsh Mistress"                                         |
| 2004      | Life as We Know It               | Julie                  | Ep: "Natural Disasters"                                      |
| 2005      | The Collector                    | Cree                   | Ep: "The Tattoo Artist"                                      |
| 2005      | The L Word                       | Garçonete com Coquetel | Ep: "Lap Dance"                                              |
| 2006      | Masters of Horror                | Lily                   | Ep: "Pick Me Up"                                             |
| 2006      | Killer Instinct                  | Yvette                 | Ep: "She's the Bomb"                                         |
| 2006      | The Evidence                     | Deb Kintza             | Ep: "And the Envelope Please"                                |
| 2007      | Falcon Beach                     | Kelly                  | Ep: "Strawberry Social Reject"                               |
| 2007      | Psych                            | Eden                   | Ep: "Scary Sherry: Bianca's Toast"                           |
| 2007      | Psych                            | Daphne                 | Ep: "If You're So Smart, Then Why Are You Dead?"             |
| 2007      | Bionic Woman                     | Jessica                | Ep: "Piloto"                                                 |
| 2008      | Stargate: Atlantis               | Mardola                | Ep: "Harmony"                                                |
| 2009      | Supernatural                     | Latisha Gore (Atriz)   | Ep: "The Real Ghostbusters"                                  |
| 2010      | Smallville                       | Vala                   | Eps: "Conspiracy", "Sacrifice", "Hostage", "Salvation"       |
| 2011      | Shattered                        | Mulher                 | Ep: "Finding the Boy"                                        |
| 2012      | R.L. Stine's The Haunting Hour   | Cassandra Hobbes       | Ep: "Headshot"                                               |
| 2012      | Primeval: New World              | Toby Nance             | 2012-presente                                                |

## Prêmios e indicações
| Ano  | Evento                                       | Prêmio/categoria                                                                   | Obra                                            | Resultado | Ref.              |
| ---- | -------------------------------------------- | ---------------------------------------------------------------------------------- | ----------------------------------------------- | --------- | ----------------- |
| 2006 | Fangoria Chainsaw Awards                     | Frase Matadora (melhor frase)                                                      | Final Destination 3                             | Indicado  | [ 4 ] [ 5 ]       |
| 2012 | Canada International Film Festival           | Estrela em Ascensão (dividido com Shawn Roberts e Kristopher Turner, entre outros) | A Little Bit Zombie                             | Venceu    | [ 7 ] [ 8 ] [ 6 ] |
| 2014 | UBCP/ACTRA Awards                            | Melhor Atriz                                                                       | Signed, Sealed, Delivered                       | Indicado  | [ 9 ]             |
| 2016 | UBCP/ACTRA Awards                            | Melhor Atriz                                                                       | Signed, Sealed, Delivered: From Paris with Love | Indicado  | [ 10 ]            |
| 2017 | The IndieFest Film Awards                    | Prêmio de Excelencia em Curta-Metragem                                             | The Curtain                                     | Venceu    | [ 11 ]            |
| 2017 | LA Shorts Awards                             | Prêmio Platina por Melhor Curta-Metragem                                           | The Curtain                                     | Venceu    | [ 12 ]            |
| 2017 | Los Angeles Independent Film Festival Awards | Prêmio LAIFF August por Melhor Curta Dramático                                     | The Curtain                                     | Indicado  | [ 6 ]             |
| 2017 | NYC Indie Film Awards                        | Melhor Curta-Metragem                                                              | The Curtain                                     | Venceu    | [ 13 ]            |